# Llista de topònims de Sant Climent de Llobregat
Llista de topònims (noms propis de lloc) del municipi de Sant Climent de Llobregat, al Baix Llobregat
Informació actualitzada per un bot. Els canvis manuals es perdran quan s'actualitzi!

## creu de terme
| imatge | Nom                | Ubicat a                                         | instància de  | Detalls                     | coordenades                                          | Protecció                                  | Commons (més fotos)                            | Dades a WD                    |
| ------ | ------------------ | ------------------------------------------------ | ------------- | --------------------------- | ---------------------------------------------------- | ------------------------------------------ | ---------------------------------------------- | ----------------------------- |
|        | creu del Cementiri | Sant Climent de Llobregat                        | creu de terme | Estil: arquitectura popular | 41° 20′ 00″ N, 1° 59′ 34″ E / 41.333443°N,1.992765°E | bé integrant del patrimoni cultural català | Creu del Cementiri (Sant Climent de Llobregat) | Modifica les dades a Wikidata |
|        | creu del Pedró     | Sant Climent de Llobregat                        | creu de terme | Estil: arquitectura popular | 41° 19′ 58″ N, 1° 59′ 50″ E / 41.332748°N,1.997198°E | bé integrant del patrimoni cultural català |                                                | Modifica les dades a Wikidata |
|        | creu del Querol    | Sant Climent de Llobregat Torrelles de Llobregat | creu de terme | Estil: arquitectura popular | 41° 21′ 15″ N, 1° 59′ 39″ E / 41.354158°N,1.994231°E | bé integrant del patrimoni cultural català | Creu del Querol                                | Modifica les dades a Wikidata |

## edifici residencial
| imatge | Nom                               | Ubicat a                  | instància de        | Detalls            | coordenades                                                                                        | Protecció | Commons (més fotos) | Dades a WD                    |
| ------ | --------------------------------- | ------------------------- | ------------------- | ------------------ | -------------------------------------------------------------------------------------------------- | --------- | ------------------- | ----------------------------- |
|        | Ca l'Altisent                     | Sant Climent de Llobregat | edifici residencial | Estil: noucentisme | 41° 20′ 13″ N, 1° 59′ 44″ E / 41.337013244628906°N,1.9955869913101196°E ca:Plaça Lluís Companys    |           |                     | Modifica les dades a Wikidata |
|        | Cal Baqués                        | Sant Climent de Llobregat | edifici residencial |                    | 41° 20′ 13″ N, 1° 59′ 51″ E / 41.33697509765625°N,1.9973700046539309°E ca:Carrer Moll, 12          |           |                     | Modifica les dades a Wikidata |
|        | casa del carrer de l'Església, 11 | Sant Climent de Llobregat | edifici residencial |                    | 41° 20′ 12″ N, 1° 59′ 46″ E / 41.33656692504883°N,1.9961769580841064°E ca:Carrer de l'Església, 11 |           |                     | Modifica les dades a Wikidata |
|        | la Rectoria                       | Sant Climent de Llobregat | edifici residencial |                    | 41° 20′ 10″ N, 1° 59′ 44″ E / 41.33609390258789°N,1.995627999305725°E ca:Carrer de l'Església      |           |                     | Modifica les dades a Wikidata |

## església
| imatge | Nom                                                           | Ubicat a                                                   | instància de | Detalls                                            | coordenades                                                                   | Protecció                                  | Commons (més fotos)                                             | Dades a WD                    |
| ------ | ------------------------------------------------------------- | ---------------------------------------------------------- | ------------ | -------------------------------------------------- | ----------------------------------------------------------------------------- | ------------------------------------------ | --------------------------------------------------------------- | ----------------------------- |
|        | Capella Miquel a la Masia de Can Molins                       | Sant Climent de Llobregat                                  | església     | Estil: neoclassicisme                              | 41° 20′ 06″ N, 2° 00′ 07″ E / 41.33496°N,2.002068°E                           | bé integrant del patrimoni cultural català | Capella Miquel a la Masia de Can Molins                         | Modifica les dades a Wikidata |
|        | Ermita de Sant Francesc                                       | Sant Climent de Llobregat                                  | església     | Estil: neoclassicisme Estat: enderrocat o destruït | 41° 19′ 40″ N, 1° 58′ 04″ E / 41.327766°N,1.967878°E                          | bé integrant del patrimoni cultural català | Ermita de Sant Francesc (Sant Climent de Llobregat)             | Modifica les dades a Wikidata |
|        | Sant Climent                                                  | Sant Climent de Llobregat                                  | església     | Estil: arquitectura barroca                        | 41° 20′ 11″ N, 1° 59′ 45″ E / 41.3363888889°N,1.99583333333°E ca:Església, 20 | bé integrant del patrimoni cultural català | Església de Sant Climent de Llobregat                           | Modifica les dades a Wikidata |
|        | capella de la Mare de Déu del Roser                           | Sant Climent de Llobregat                                  | església     | Estil: arquitectura popular                        | 41° 20′ 06″ N, 1° 59′ 16″ E / 41.335°N,1.9877777777778°E                      | bé integrant del patrimoni cultural català | Capella de la Mare de Déu del Roser (Sant Climent de Llobregat) | Modifica les dades a Wikidata |
|        | capella del Fossar del Cementiri de Sant Climent de Llobregat | Sant Climent de Llobregat                                  | església     | Estil: historicisme arquitectònic                  | 41° 19′ 56″ N, 1° 59′ 32″ E / 41.33233°N,1.99215°E                            | bé integrant del patrimoni cultural català | Cementiri de Sant Climent de Llobregat: Capella del Fossar      | Modifica les dades a Wikidata |
|        | ermita de Sant Ramon                                          | Sant Boi de Llobregat Viladecans Sant Climent de Llobregat | església     | Estil: historicisme arquitectònic                  | 41° 20′ 16″ N, 2° 00′ 39″ E / 41.337733°N,2.010792°E ca:Camí de Sant Ramon    | bé integrant del patrimoni cultural català | Ermita de Sant Ramon (Sant Boi de Llobregat)                    | Modifica les dades a Wikidata |

## masia
| imatge | Nom                                     | Ubicat a                  | instància de | Detalls                                                     | coordenades                                                                                       | Protecció                                  | Commons (més fotos)                      | Dades a WD                    |
| ------ | --------------------------------------- | ------------------------- | ------------ | ----------------------------------------------------------- | ------------------------------------------------------------------------------------------------- | ------------------------------------------ | ---------------------------------------- | ----------------------------- |
|        | Cal Fuster                              | Sant Climent de Llobregat | masia        | Estil: arquitectura modernista Estat: enderrocat o destruït | 41° 13′ 35″ N, 1° 04′ 00″ E / 41.22650839149461°N,1.0665682718292533°E                            | bé integrant del patrimoni cultural català |                                          | Modifica les dades a Wikidata |
|        | Can Biscarri                            | Sant Climent de Llobregat | masia        |                                                             | 41° 21′ 18″ N, 1° 59′ 46″ E / 41.3549832923334°N,1.99599810109953°E                               |                                            |                                          | Modifica les dades a Wikidata |
|        | Can Bonhome                             | Sant Climent de Llobregat | masia        |                                                             | 41° 20′ 21″ N, 1° 59′ 51″ E / 41.3391961224338°N,1.99737601895446°E                               |                                            |                                          | Modifica les dades a Wikidata |
|        | Can Bori                                | Sant Climent de Llobregat | masia        | Estil: arquitectura popular                                 | 41° 19′ 24″ N, 1° 59′ 12″ E / 41.32329°N,1.986585°E                                               | bé integrant del patrimoni cultural català |                                          | Modifica les dades a Wikidata |
|        | Can Carreres                            | Sant Climent de Llobregat | masia        |                                                             | 41° 20′ 21″ N, 1° 59′ 44″ E / 41.3391270798729°N,1.99565604432026°E                               |                                            |                                          | Modifica les dades a Wikidata |
|        | Can Colomer de les Valls                | Sant Climent de Llobregat | masia        | Estil: arquitectura popular                                 | 41° 19′ 40″ N, 1° 58′ 04″ E / 41.327777777777776°N,1.9678888888888888°E                           | bé integrant del patrimoni cultural català |                                          | Modifica les dades a Wikidata |
|        | Can Colomer dels Escarabats             | Sant Climent de Llobregat | masia        |                                                             | 41° 20′ 24″ N, 1° 58′ 55″ E / 41.3399422415849°N,1.98181532471147°E                               |                                            |                                          | Modifica les dades a Wikidata |
|        | Can Pinet                               | Sant Climent de Llobregat | masia        |                                                             | 41° 20′ 13″ N, 1° 59′ 50″ E / 41.3368170987621°N,1.99725714028626°E ca:Carrer Maimó, 8            |                                            |                                          | Modifica les dades a Wikidata |
|        | Can Riera Vell                          | Sant Climent de Llobregat | masia        |                                                             | 41° 19′ 45″ N, 1° 59′ 41″ E / 41.3290748012655°N,1.9946393708423°E ca:Camí de Can Tallada         |                                            |                                          | Modifica les dades a Wikidata |
|        | Can Tallada (Sant Climent de Llobregat) | Sant Climent de Llobregat | masia        |                                                             | 41° 19′ 44″ N, 1° 59′ 55″ E / 41.32886944444444°N,1.9986805555555556°E                            |                                            |                                          | Modifica les dades a Wikidata |
|        | Can Taps                                | Sant Climent de Llobregat | masia        |                                                             | 41° 20′ 05″ N, 1° 59′ 38″ E / 41.3347426268793°N,1.9938471215064°E                                |                                            |                                          | Modifica les dades a Wikidata |
|        | Can Tita                                | Sant Climent de Llobregat | masia        |                                                             | 41° 20′ 17″ N, 1° 59′ 35″ E / 41.3380513087409°N,1.99315082160253°E                               |                                            |                                          | Modifica les dades a Wikidata |
|        | Can Vallirana                           | Sant Climent de Llobregat | masia        |                                                             | 41° 20′ 11″ N, 1° 58′ 20″ E / 41.336292107485°N,1.9722821655046°E                                 |                                            |                                          | Modifica les dades a Wikidata |
|        | Masia Can Bonet                         | Sant Climent de Llobregat | masia        | Estil: arquitectura popular                                 | 41° 20′ 15″ N, 1° 59′ 59″ E / 41.337473°N,1.999651°E                                              | bé integrant del patrimoni cultural català | Can Bonet (Sant Climent de Llobregat)    | Modifica les dades a Wikidata |
|        | Masia Molins                            | Sant Climent de Llobregat | masia        | Estil: arquitectura popular 18th century                    | 41° 20′ 06″ N, 2° 00′ 07″ E / 41.335113°N,2.001963°E ca:Camí de Viladecans a Sant Climent 55 msnm | bé cultural d'interès local                | Masia Molins (Sant Climent de Llobregat) | Modifica les dades a Wikidata |
|        | el Tàbor                                | Sant Climent de Llobregat | masia        |                                                             | 41° 20′ 31″ N, 1° 58′ 35″ E / 41.3418753855068°N,1.97634699886916°E                               |                                            |                                          | Modifica les dades a Wikidata |

## muntanya
| imatge | Nom            | Ubicat a                                                   | instància de | Detalls | coordenades                                                            | Protecció | Commons (més fotos)                  | Dades a WD                    |
| ------ | -------------- | ---------------------------------------------------------- | ------------ | ------- | ---------------------------------------------------------------------- | --------- | ------------------------------------ | ----------------------------- |
|        | Montbaig       | Sant Boi de Llobregat Viladecans Sant Climent de Llobregat | muntanya     |         | 41° 20′ 16″ N, 2° 00′ 40″ E / 41.3377752491°N,2.01117775092°E 295 msnm |           | Montbaig                             | Modifica les dades a Wikidata |
|        | Pujol del Mas  | Sant Climent de Llobregat                                  | muntanya     |         | 41° 19′ 31″ N, 1° 58′ 52″ E / 41.3253°N,1.98119°E 243 msnm             |           | Pujol del Mas                        | Modifica les dades a Wikidata |
|        | Turó del Tàbor | Sant Climent de Llobregat Torrelles de Llobregat           | muntanya     |         | 41° 20′ 41″ N, 1° 59′ 12″ E / 41.34469444°N,1.98672222°E 356 msnm      |           | Turó del Tàbor                       | Modifica les dades a Wikidata |
|        | el Pedró       | Sant Climent de Llobregat                                  | muntanya     |         | 41° 19′ 57″ N, 1° 59′ 45″ E / 41.3326°N,1.99585°E 194 msnm             |           | El Pedró (Sant Climent de Llobregat) | Modifica les dades a Wikidata |

## Misc
| imatge | Nom                                             | Ubicat a                                                                                        | instància de                                                                   | Detalls                                         | coordenades | Protecció                                  | Commons (més fotos)                                | Dades a WD                    |
| ------ | ----------------------------------------------- | ----------------------------------------------------------------------------------------------- | ------------------------------------------------------------------------------ | ----------------------------------------------- | --- | ------------------------------------------ | -------------------------------------------------- | ----------------------------- |
|        | Escultura Viva                                  | Sant Climent de Llobregat                                                                       | obra escultòrica                                                               | Creador: Lorenzo Quinn 2006                     | 41° 20′ 15″ N, 1° 59′ 45″ E / 41.3374886593055°N,1.99576487545358°E ca:Plaça de la Vila                                                |                                            |                                                    | Modifica les dades a Wikidata |
|        | Jardins de la Font del Rector                   | Sant Climent de Llobregat                                                                       | parc jardí públic                                                              | 2021                                            | 41° 20′ 11″ N, 1° 59′ 43″ E / 41.33647222222222°N,1.9953305555555556°E ca:Plaça de Lluís Companys, 2 - 08849 Sant Climent de Llobregat |                                            |                                                    | Modifica les dades a Wikidata |
|        | Polígon industrial El Salom                     | Sant Climent de Llobregat                                                                       | polígon industrial                                                             |                                                 | 41° 19′ 49″ N, 2° 00′ 23″ E / 41.3302296162436°N,2.00626091325697°E                                                                    |                                            |                                                    | Modifica les dades a Wikidata |
|        | Rectoria de Sant Climent de Llobregat           | Sant Climent de Llobregat                                                                       | rectoria                                                                       | Estil: arquitectura gòtica arquitectura popular | 41° 20′ 10″ N, 1° 59′ 44″ E / 41.336155°N,1.995495°E                                                                                   | bé integrant del patrimoni cultural català | Rectoria de Sant Climent de Llobregat              | Modifica les dades a Wikidata |
|        | Restaurant El Raco de Sant Climent de Llobregat | Sant Climent de Llobregat                                                                       | restaurant                                                                     | 1972                                            | 41° 20′ 13″ N, 1° 59′ 46″ E / 41.336847222222225°N,1.9960722222222225°E Sant Climent de Llobregat                                      |                                            |                                                    | Modifica les dades a Wikidata |
|        | Sant Climent de Llobregat                       | Sant Climent de Llobregat                                                                       | entitat singular de població capital municipal ens local històric de Catalunya | 4181 hab                                        | 41° 20′ 11″ N, 1° 59′ 45″ E / 41.33636238°N,1.99575666°E 83 msnm                                                                       |                                            |                                                    | Modifica les dades a Wikidata |
|        | Sant Llorenç                                    | Sant Climent de Llobregat                                                                       | edifici històric capella                                                       |                                                 | 41° 19′ 02″ N, 1° 59′ 14″ E / 41.317353358448°N,1.98714914086559°E                                                                     |                                            |                                                    | Modifica les dades a Wikidata |
|        | casa consistorial de Sant Climent de Llobregat  | Sant Climent de Llobregat                                                                       | casa consistorial                                                              |                                                 | 41° 20′ 14″ N, 1° 59′ 45″ E / 41.3373057°N,1.995798°E                                                                                  |                                            |                                                    | Modifica les dades a Wikidata |
|        | cementiri de Sant Climent de Llobregat          | Sant Climent de Llobregat                                                                       | cementiri                                                                      |                                                 | 41° 19′ 55″ N, 1° 59′ 31″ E / 41.3320680902793°N,1.9918686725936°E                                                                     |                                            |                                                    | Modifica les dades a Wikidata |
|        | creu de Can Cartró                              | Santa Coloma de Cervelló Sant Boi de Llobregat Sant Climent de Llobregat Torrelles de Llobregat | creu monumental                                                                |                                                 | 41° 21′ 23″ N, 1° 59′ 54″ E / 41.356333°N,1.998394°E                                                                                   |                                            |                                                    | Modifica les dades a Wikidata |
|        | estret de Roques                                | Sant Climent de Llobregat                                                                       | indret                                                                         |                                                 | 41° 20′ 35″ N, 2° 00′ 22″ E / 41.34299166666667°N,2.0061833333333334°E                                                                 |                                            |                                                    | Modifica les dades a Wikidata |
|        | font Encantada                                  | Sant Climent de Llobregat                                                                       | font                                                                           |                                                 | 41° 19′ 45″ N, 1° 59′ 28″ E / 41.3290973667769°N,1.99104213811204°E                                                                    |                                            |                                                    | Modifica les dades a Wikidata |
|        | habitatge al carrer de l'Església, 9            | Sant Climent de Llobregat                                                                       | casa                                                                           | Estil: arquitectura modernista                  | 41° 20′ 12″ N, 1° 59′ 47″ E / 41.336638°N,1.996252°E                                                                                   | bé integrant del patrimoni cultural català | Carrer de l'Església 9 (Sant Climent de Llobregat) | Modifica les dades a Wikidata |
|        | serra de Roca Galena                            | Gavà Sant Climent de Llobregat                                                                  | serra                                                                          |                                                 | 41° 19′ 23″ N, 1° 57′ 53″ E / 41.32319444°N,1.96486111°E 297.4 msnm                                                                    |                                            |                                                    | Modifica les dades a Wikidata |